# Dalton (Lancashire)
Dalton is een civil parish in het bestuurlijke gebied West Lancashire, in het Engelse graafschap Lancashire. In 2001 telde het dorp 348 inwoners.